# آتشفشان تورتوگوئرو
آتشفشان تورتوگوئرو (به لاتین: Tortuguero Volcano) یک کوه و منطقهٔ مسکونی در کاستاریکا است که در استان لیمون واقع شده‌است.